# (73638) Likhanov
(73638) Likhanov est un astéroïde de la ceinture principale.

## Description
(73638) Likhanov est un astéroïde de la ceinture principale. Il fut découvert le 8 novembre 1975 à Nauchnyj par Nikolaï Tchernykh. Il présente une orbite caractérisée par un demi-grand axe de 3,11 UA, une excentricité de 0,28 et une inclinaison de 13,3° par rapport à l'écliptique.

## Compléments